# Sposób na Elfa
Sposób na Elfa – powieść dla dzieci autorstwa Marcina Pałasza z 2012 roku opowiadająca o psie imieniem Elf i o jego przyjaźni z rodziną, która przygarnęła go ze schroniska. Powieść zapoczątkowała liczący 7 tomów cykl książek o Elfie (Elfomania). Jej bezpośrednią kontynuacją jest Elfie, gdzie jesteś?. Lektura szkolna w latach 2017–2021.

## Fabuła
Książka opowiada o przygodach psa imieniem Elf.

## Odbiór
Książka, jak i jej kontynuacje, zostały opisane jako „cieszące się znaczącym zainteresowaniem czytelników”.

### Nagrody
Książka zdobyła wyróżnienie w Konkursie Książka Roku 2012 Polskiej Sekcji IBBY. W 2013 roku powieść otrzymała Nagrodę Literacką im. Kornela Makuszyńskiego.

### Lektura
W 2017 książka trafiła na listę lektur szkolnych Ministerstwa Edukacji Narodowej (klasy I–III). Została z niej usunięta w 2021 bez podania powodu. Usunięcie książki z listy lektur nie zostało wyjaśnione przez MEN, i zostało skrytykowane przez autora, część rodziców i nauczycieli, którzy uważali książkę za nowoczesną i związana z celami edukacyjnymi (empatii ze zwierzętami). Pojawiły się spekulacje, że książkę usunięto z powodu tytułu wywołującego skojarzenia z literaturą fantasy.

### Recenzje i analiza
W 2013 w kontekście przyznania książce nagrody Makuszyńskiego Mariola Talewicz, pisząc dla „Biuletynu EBIB”, oceniła pozycję pozytywnie. Stwierdziła, że jest to „wzruszająca, pełna ciepła, humoru opowieść o przyjaźni ojca, syna i przygarniętego ze schroniska psa, zwraca uwagę pomysłowo prowadzoną narracją (pozwalającą czytelnikowi śledzić zdarzenia z kilku perspektyw), wartką fabułą, zabawnymi scenami. Bezcenna pozycja dla tych, którzy opanowali właśnie sztukę samodzielnego czytania, jak również do wspólnej rodzinnej lektury”.
Jolanta Ługowska, pisząc w 2015 w książce (Przed)szkolne spotkania z lekturą, zauważyła, że książka oparta jest na tradycyjnym schemacie (toposie) „psa – przyjaciela i obrońcy człowieka”, znanym już od czasów mitów greckich (Argos) i nadal popularnym (Lassie), ale Pałasz modernizuje ten schemat poprzez osadzenie swojej serii w czasach dzisiejszych (bohaterowie oglądają telewizję, korzystają z Internetu itp.). Zauważyła, że różne części cyklu wykorzystują różne modele literackie związane ze współczesną literaturą popkulturalną (np. powieści detektywistycznej czy thrilleru), przy czym tom pierwszy zbliżony jest to formatu powieści obyczajowej. Ługowska zwróciła uwagę na znaczący „emocjonalizm narracji” i elementy humorystyczne; Zauważyła także, że Pałasz w pewnych miejscach stosuje „warsztatowe innowacje”, które mogą zaskoczyć nawet bardziej doświadczonego czytelnika, niemniej nie odchodzi za daleko od głównych tradycyjnych schematów takich jak obowiązkowy „happy end, dobro zaś, współczucie i altruizm zwyciężają w walce ze złem, z egoizmem i głupotą”. Ługowska uważa, że „cykl opowieści o Elfie, dostarczając adresatowi niewątpliwej radości czytania i nie wykraczając poza horyzont jego aktualnych oczekiwań, może pełnić także ważną funkcję edukacyjną, wyposażając młodocianego odbiorcę w kompetencje lekturowe niezbędne również w jego przyszłych kontaktach z literaturą wysokoartystyczną – klasyczną i współczesną”.
Podobnie według Beaty Lisowskiej, piszącej w 2018 roku w czasopiśmie „Pedagogika. Studia i Rozprawy”, pozycja ta jest wartościową lekturą dla dzieci.
Zarówno Ługowska, jak i Lisowska, zwróciły uwagę na oryginalny sposób równoległej i komplementarnej narracji w książce, prowadzonej przez dwóch bohaterów – człowieka Dużego, właściciela psa, i samego psa (Elfa), co w połączeniu z dowcipnym językiem stanowi także źródło humoru utworu. Badaczki zauważyły też pedagogiczną wartość opisania psich zwyczajów; co jest w utworze znaczącym elementem. Ługowska napisała, że „Liczne fragmenty opowieści odnoszące się do zwyczajów Elfa... mogłyby wręcz stać się podstawą „zbeletryzowanego poradnika” dla młodych opiekunów psów, a przy okazji narzędziem pedagogicznej perswazji”; podobnie Lisowska podsumowuje swoją analizę pisze, że książka „mogłaby stanowić sfabularyzowany poradnik, jak odpowiedzialnie opiekować się czworonożnym przyjacielem, uwzględniając przy tym specyfikę wewnętrznego psiego świata”.
Według badań Anny Józefowicz opublikowanych w czasopiśmie „Podstawy Edukacji” w 2022, nauczyciele używający książki jako lektury w szkołach w latach 2017–2021 uznali ją za wartościową lekturę, uczącą wrażliwości do zwierząt.